# Derby dell'Anglia orientale
Il derby dell'Anglia orientale (in inglese East Anglian derby) è la partita di calcio in cui si affrontano Norwich City e Ipswich Town, le due maggiori compagini calcistiche dell'Anglia orientale, originarie rispettivamente delle contee di Norfolk e Suffolk. 
In qualche occasione l'incontro è stato definito anche Old Farm derby, in riferimento all'Old Firm, il termine che designa il derby in cui si sfidano le due maggiori squadre di Glasgow, il Celtic e il Rangers, e al ruolo preponderante rivestito dall'agricoltura (old farm significa "vecchia fattoria") nell'economia dell'Anglia orientale.
La partita si è disputata oltre 140 volte; nel bilancio totale degli incontri è in lieve vantaggio l'Ipswich, che vanta un maggior numero di vittorie.
Le origini delle due squadre risalgono agli inizi del XX secolo, quando ambo i club erano attivi a livello amatoriale. La prima partita tra Norwich City e Ipswich Town risale al 1939. La vittoria più recente dell'Ipswich risale al 19 aprile 2009, per 3-2 a Portman Road.

## Statistiche
Aggiornate al 10 febbraio 2019.
| Competizione               | Gare | Vittorie Ipswich | Pareggi | Vittorie Norwich | Gol Ipswich | Gol Norwich |
| -------------------------- | ---- | ---------------- | ------- | ---------------- | ----------- | ----------- |
| Norfolk and Suffolk League | 6    | 1                | 1       | 4                | 4           | 12          |
| Campionato                 | 90   | 38               | 18      | 34               | 132         | 107         |
| Division 3 South Cup       | 2    | 1                | 0       | 1                | 4           | 1           |
| FA Cup                     | 3    | 0                | 1       | 2                | 2           | 4           |
| League Cup                 | 8    | 2                | 2       | 4                | 9           | 12          |
| Texaco Cup                 | 2    | 2                | 0       | 0                | 4           | 2           |
| Full Members Cup           | 2    | 1                | 0       | 1                | 1           | 2           |
| Play-off                   | 2    | 0                | 1       | 1                | 2           | 4           |
| Totale (ufficiali)         | 115  | 45               | 23      | 47               | 158         | 144         |
| Amichevole                 | 33   | 15               | 7       | 11               | 54          | 56          |
| Totale                     | 148  | 60               | 30      | 58               | 212         | 200         |